# Sexto Júlio César (embaixador em Abdera)
Sexto Júlio César (em latim: Sextus Iulius Caesar) foi um tribuno romano da família César da gente Júlia eleito enviado como embaixador a Abdera para restaurar a liberdade dos seus cidadãos, após a cidade ter sido conquistada e massacrada pelos próprios romanos.

## Saque de Abdera
Em 170 a.C., Hortênsio, sucessor de Lucrécio no cargo de pretor, havia exigido de Abdera que entregassem 100.000 denários e 50.000 módios de trigo, mas os cidadãos pediram tempo, para enviar o cônsul Hostílio  a Roma. Eles mal chegaram ao cônsul, quando receberam a notícia de que Abdera havia sido atacada e capturada, seus líderes decapitados, e seus habitantes vendidos como escravos.

## Reparação
O senado considerou este um ato desonroso, e enviou dois comissários, Caio Semprônio Bleso e Sexto Júlio César, para restaurar a liberdade de Abdera, informar a Hortênsio e Hostílio que o ataque foi totalmente injustificado, e para procurar todos que haviam sido escravizados, para que tenham sua liberdade restaurada.

## Família
De acordo com o genealogista inglês William Berry, Sexto Júlio César era filho de Sexto Júlio César, que foi tribuno militar. Este embaixador pertencia a um ramo diferente da família de Júlio César, o imperador, que era bisneto de Caio Júlio César, irmão deste embaixador.
Ainda segundo Berry, Sexto Júlio César, o embaixador, foi o avô de Lúcio Júlio César, que foi cônsul em 90 a.C. e avô materno de Marco Antônio.